# Kateřina Sadílková
Kateřina Sadílková (* 17. května 1966) je česká manažerka, v letech 2015 až 2020 generální ředitelka Úřadu práce ČR (tuto funkci již krátce zastávala v roce 2011), od srpna 2022 do května 2023 náměstkyně ministra práce a sociálních věcí ČR.

## Život
Vystudovala Gymnázium Česká Lípa (maturovala v roce 1985) a později v letech 2000 až 2005 magisterský obor andragogika a řízení lidských zdrojů na Filozofické fakultě Univerzity Karlovy v Praze (získala titul Mgr.). V roce 2008 na téže fakultě úspěšně obhájila rigorózní práci a obdržela titul PhDr.
Pracovní kariéru začínala v letech 1992 až 2004 samostatnou podnikatelskou činností v oblasti účetního a daňového poradenství. Mezi lety 1995 a 2005 byla zároveň vedoucí daní a ekonomické kontroly ve státním podniku DIAMO ve Stráži pod Ralskem. V první polovině roku 2006 krátce vedla příspěvkovou organizaci Centrum vzdělanosti Libereckého kraje jako jeho ředitelka. V letech 2006 až 2011 byla ředitelkou Úřadu práce v Liberci.
K počátku dubna 2011 ji ministr práce a sociálních věcí ČR Jaromír Drábek jmenoval první generální ředitelkou Úřadu práce ČR. O dva měsíce později však na funkci abdikovala a přijala post ředitelky projektů na MPSV. Od roku 2013 byla ředitelkou Krajské pobočky Úřadu práce ČR v Liberci, v říjnu 2014 se po odvolání Marie Bílkové stala zastupující generální ředitelkou Úřadu práce ČR. Následovala dvě výběrové řízení na místo generálního ředitele úřadu, kdy ve druhém z nich Sadílková zvítězila, a tak ji dne 3. listopadu 2015 státní tajemník ministerstva práce a sociálních věcí Petr Smrček jmenoval generální ředitelkou Úřadu práce ČR.
V oblasti trhu práce, řízení lidských zdrojů a vzdělávání dospělých se dlouhodobě angažuje. Je předsedkyní Rady pro rozvoj lidských zdrojů Libereckého kraje, předsedkyní Výkonné rady Paktu zaměstnanosti Libereckého kraje a členkou řady dalších komunikačních platforem v oblasti problematiky trhu práce.
Dne 20. prosince 2019 bylo zveřejněno, že funkci generální ředitelky Úřadu práce ČR z rodinných důvodů opouští ke 31. lednu 2020 a dále pak vedla krajskou pobočku Úřadu práce ČR v Liberci. V srpnu 2022 se stala náměstkyní ministra práce a sociálních věcí ČR Mariana Jurečky. Zaměřuje se především na koordinaci činností směrem k úřadu práce vedoucích k procesu jeho transformace a zlepšení služeb v souvislosti s digitalizací sociálních dávek.
V listopadu 2022 přinesl server Ekonomický deník informaci, že Sadílkovou a její bývalou kolegyni z Úřadu práce ČR v Liberci Marcelu Ottovou prověřuje Policie ČR kvůli podezření ze šikany podřízených a mobbingu.
K 31. květnu 2023 rezignovala na funkci náměstkyně ministra práce a sociálních věcí a k 1. červnu 2023 byla opět jmenována ředitelkou krajské pobočky Úřadu práce v Liberci.  Zároveň byla dočasně podle zákona o státní službě pověřena řízením odboru Klientských služeb na generálním ředitelství Úřadu práce ČR.